# Ilias Latina
Die Ilias Latina (lateinische Ilias), auch „Homerus Latinus“ (lateinischer Homer), ist ein Epos aus der Zeit des römischen Kaisers Nero, vollendet 68 n. Chr. Der Verfasser hat sich mit einem Akrostichon in den Anfangsbuchstaben der ersten und letzten acht Verse verewigt: ITALICUS SCRIPSIT (Italicus hat [es] geschrieben). Man nimmt heute an, dass es sich um Publius Baebius Italicus handeln könnte.
Das Gedicht verkürzt den Inhalt der 24 Bücher der Ilias auf ganze 1070 Verse. Die ersten fünf Bücher nehmen dabei noch den breitesten Raum ein. In derartiger Reduktion ist das Werk natürlich viel oberflächlicher als seine Vorlage. Bei der Lektüre gewinnt man leicht den Eindruck, es handele sich in erster Linie um eine Auflistung möglichst blutiger Kämpfe. Tatsächlich zeigt der Autor aber durchaus literarische Ambitionen. Interessant ist das Gedicht als rezeptionsgeschichtliches Phänomen. Der Autor schildert die Ereignisse der Ilias aus römischer Sicht, mit Betonung römischer Wertvorstellungen. Als Reverenz an Nero wird der Trojaner Aeneas besonders hervorgehoben.
Für die Rezeptionsgeschichte des homerischen Werks ist die Ilias Latina von hoher Bedeutung. Im westlichen Europa des Mittelalters war der homerische Text unbekannt, so dass die Ilias Latina, die auch als Schulbuch verwendet wird, den wichtigsten Textzeugen zu dem klassischen Topos darstellte. Erstmals erwähnt wird sie in einem Brief des Passauer Bischofs Ermenrich von Ellwangen (866–874). Bis ins Hochmittelalter wurde im westlichen Europa Homer als Autor der Ilias Latina angesehen, da der homerische Text unbekannt war. Das änderte sich im 14. Jahrhundert durch die Homerübersetzung Leonzio Pilatos.

## Textausgaben
- Baebi Italici Ilias latina. ed. M. Scaffai. Bologna 1982/97. (Standardausgabe mit ausführlicher italienischer Einleitung)
- George A. Kennedy: The Latin Iliad. Introduction, Text, Translation, and Notes. Eigenverlag 1999. (mit englischer Übersetzung)